# Наука (телеканал, Росія)
Наука — науково-популярний освітній телеканал про досягнення науки. Входить до російського державного медіахолдингу ВГТРК. 
Головна мета каналу — популяризація російської науки. Місія каналу — «захоплювати розважаючи», зробити захоплення наукою модним.

## Вміст каналу
Ефір каналу складається із документальних та науково-популярних фільмів, лекцій, дискусій та пізнавальних інтермедій (міжпрограмних форматів). Більшу частину ефіру (близько 70%) займають програми власного виробництва, з доданням архівних програм ВГТРК. Близько третини ефіру (30%) складають іноземні документальні фільми (виробництва BBC, OffTheFense, Parthenon).
Канал відзначається живим мовленням з місць подій наукового світу, таких як вручення Нобелівських премій та запуск космічних ракет.
Головні конкуренти каналу в Росії — Discovery Science, Viasat Explorer, 24 Техно, 24 Док, Da Vinci Learning.
Вихід на ринок телереклами заплановано на 2012 рік.

## Історія
«Наука 2.0» став другим у низці кабельних каналів ВГТРК: історії його запуску передував успіх телеканалу «Моя планета». Відтак для нового каналу було адаптовано підхід попередника — ставка на відео власного виробництва. Станом на серпень 2012 року, колектив каналу налічує понад 100 працівників.
Запуск цілодобового каналу «Наука 2.0» відбувся у квітні 2011 року. 

### Відзнаки
- 2011 — телевізійна премія «Большая цифра 2012» в номінації «найкращий документально-пізнавальний канал»
- 2011 — спеціальний приз премії «Золотой луч» «за внесок в розвиток супутникового мовлення».[2]

## Програми
- Людський F.A.Q.тор (рос. Человеческий F.A.Q.тор)
- ЕХперименти (рос. ЕХперимены)
- Досліди дилетанта (рос. Опыты дилетанта)
- НЕпрості речі (рос. НЕпростые вещи)
- Великий стрибок (рос. Большой скачок)
- Елементарно (рос. Элементарно)
- Питання часу (рос. Вопрос времени)
- Програма на майбутнє (рос. Программа на будущее)
- Лекції

Міжпрограмні формати
- Таблиця Менделєєва (рос. Таблица Менделеева)
- Публікації (рос. Публикации)
- Гіпотези (рос. Гипотезы)